# Barthélemy Gautier
Pierre-Barthélemy Gautier, (Pons, 15 novembre 1846 - ibid., 27 septembre 1893), est un dessinateur humoristique français saintongeais et parisien, imagier et parolier des Saintongeais, témoin de son temps, qui a créé plus de 2 100 croquis.

## Biographie

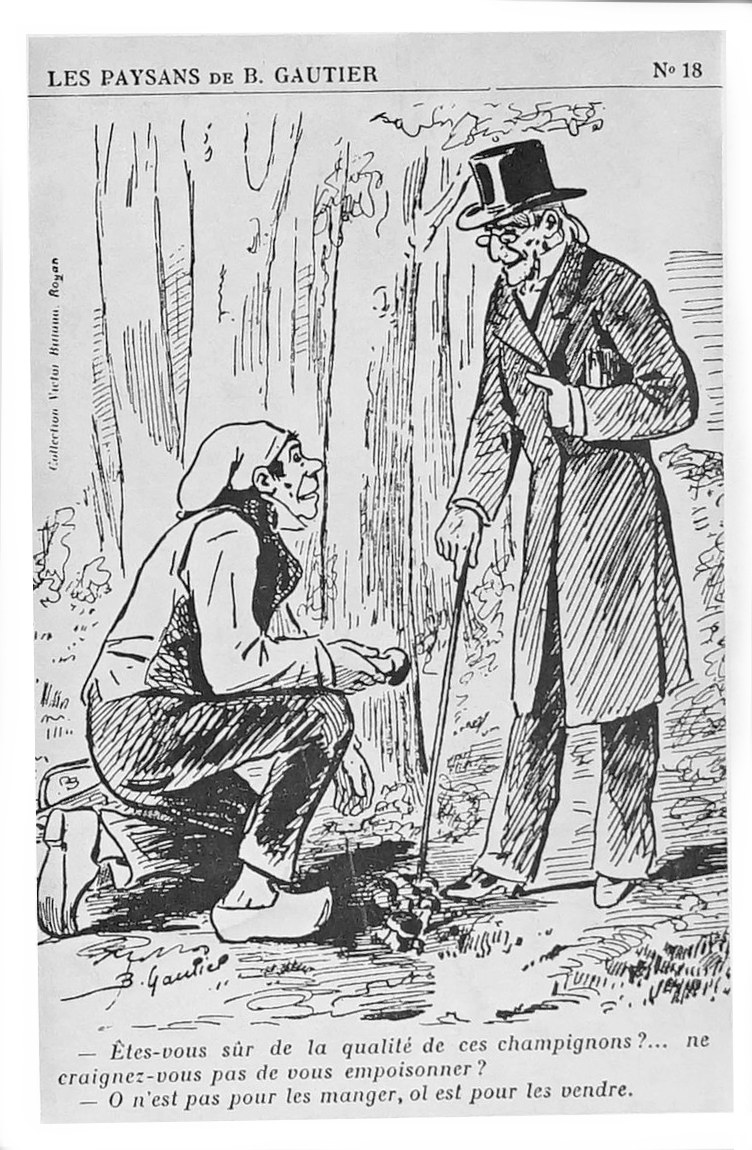
Edition en carte postale d'une de ces caricatures.
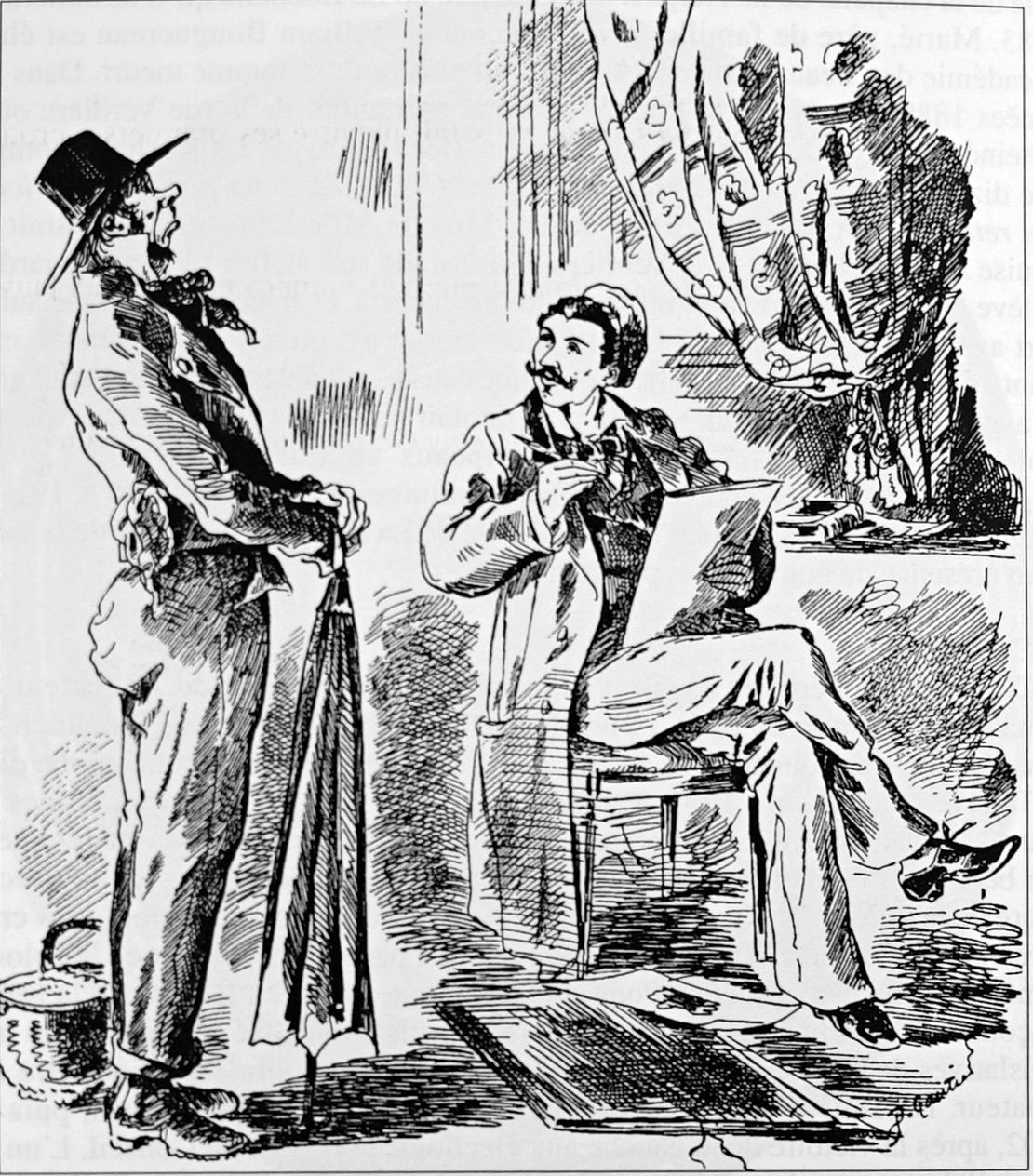
Autoportrait.

Né à Pons, au bord de la Seugne, où ses parents, protestants, étaient tanneurs, il est placé en internat à 12 ans dans un collège laïque de Saintes.

En 1861, il en sort après de bonnes études, ayant développé un goût inné pour le dessin.

Contraint de revenir au métier de la tannerie, il profite de ses loisirs pour capter les attitudes du monde rural de l’époque, aussitôt traduites en croquis sommaires.

Incorporé en septembre 1870 dans l’armée de la Loire, il est capturé par les Prussiens et interné dans un camp près du Mans.

Il s’évade bientôt, déguisé en paysan. 

De retour à Pons, sa personnalité se précise dans plusieurs croquis datés de 1873 où apparaît le prénom de  Barthélemy à la place de celui de Pierre. 

Il réside à Pons jusqu’en 1880, en continuant ses sorties campagnardes, et cueillant quelques silhouettes impitoyables, enregistrant en même temps les expressions et tournures saintongeaises savoureuses. 

Il est publié par l'imprimeur local, Noël Texier en 1874 dans un hebdomadaire pontois, La Cigale (qui ne durera qu'un été !); mais cette publication lui vaudra les félicitations du directeur parisien du célèbre journal Charivari, Pierre Véron.

Le 26 décembre 1875, paraît un album de 26 croquis (imprimé par Noël Texier, édité par Fleury), intitulé: Les Gens de Mazerolles peintes par l'un d'eux; succès sans précédent.

À partir de janvier 1876, les Croquis saintongeais confirment son talent. Une centaine est publiée en 3 ans sous le titre Saintongeoisiana. Dans tous ces dessins, il fait parler les gens et traduit leurs comportements par des croquis incisifs; rien ne lui échappe !

Entre 1876 et 1877, il illustre les Contes balzatois, productions d'un écrivain charentais installé à Bordeaux: Jean Condat, dit Chapelot, originaire de Vindelle, à 8 km de Balzac près d’Angoulême.

Il se marie à Pons, le 10 mars 1877 avec la pontoise Léonie Fontaine et, encouragé par ses succès en Saintonge et à Bordeaux, il part s'installer à Vincennes.

À partir de 1877, un de ses dessins humoristiques illustre chaque semaine La Gazette des bains de mer de Royan sur l’océan; il y déploie toute sa verve piquante, opposant les élégances citadines aux silhouettes rustiques des Charentais égarés dans ces milieux. La station étant de plus en plus fréquentée par des personnages célèbres de la politique, de la littérature et de la scène, le dessinateur est ainsi apprécié jusqu'à Paris.

À Paris, où il réside désormais, il poursuit une réussite facilitée par son amitié avec Alfred Grévin, collaborateur des journaux Le Gaulois, La Vie parisienne, Le Journal amusant, Le Petit journal pour rire (en couleurs). Il devient pendant une dizaine d'années l'intarissable caricaturiste toujours en veine de découverte. Les sessions électorales de la IIIe République sont pour lui d'incomparables ressources. Il se déclare contre le régime, contre le fisc, contre les révolutionnaires, contre les parlementaires ; il tourne également en dérision les juges, les curés, les bourgeois et les Parisiens ; son parler est fortement patoisant.

Pendant un de ses séjours de détente à Pons, il est terrassé par une pneumonie fulgurante, à l'âge de 46 ans.

Tout au long de sa vie, il aura dessiné à sa fantaisie des êtres hilarants, joyeux, grotesques, inquiets, douloureux, touchants, naïfs, ignorants, prétentieux, stupides, finauds…